# Robert Treat Paine (Politiker, 1812)
Robert Treat Paine (* 18. Februar 1812 in Edenton, Chowan County, North Carolina; † 8. Februar 1872 in Galveston, Texas) war ein US-amerikanischer Politiker. Zwischen 1855 und 1857 vertrat er den Bundesstaat North Carolina im US-Repräsentantenhaus.

## Werdegang
Robert Paine besuchte zunächst private Schulen und danach das spätere Trinity College in Hartford (Connecticut), das damals noch Washington College hieß. Nach einem anschließenden Jurastudium und seiner Zulassung als Rechtsanwalt begann er in diesem Beruf zu arbeiten. Außerdem bekleidete er verschiedene lokale Ämter; später betrieb er eine Werft. Gleichzeitig schlug Paine in North Carolina eine politische Laufbahn ein. Zwischen 1838 und 1848 war er mehrfach Abgeordneter im Repräsentantenhaus von North Carolina. Während des Mexikanisch-Amerikanischen Krieges war er Oberst in einem Regiment aus North Carolina. Im Jahr 1846 war er Militärgouverneur in Monterrey im besetzten Teil von Mexiko. Nach dem Krieg gehörte er einer Kommission an, die sich mit gegenseitigen Ansprüchen aus diesem Krieg befasste.
Bei den Kongresswahlen des Jahres 1854 wurde Paine als Kandidat der American Party im ersten Wahlbezirk von North Carolina in das US-Repräsentantenhaus in Washington, D.C. gewählt, wo er am 4. März 1855 die Nachfolge von Henry Marchmore Shaw antrat. Bis zum 3. März 1857 konnte er eine Legislaturperiode im Kongress absolvieren. Diese war von den Ereignissen im Vorfeld des Amerikanischen Bürgerkrieges geprägt. Nach seinem Ausscheiden aus dem US-Repräsentantenhaus zog Robert Paine nach Galveston in Texas, wo er in der Landwirtschaft tätig wurde. Dort ist er am 8. Februar 1872 auch verstorben.